# Sinar Jaya (Kaur Tengah)
Sinar Jaya is een bestuurslaag in het regentschap Kaur van de provincie Bengkulu, Indonesië. Sinar Jaya telt 399 inwoners (volkstelling 2010).